# Siparuna ficoides
Siparuna ficoides là một loài thực vật có hoa trong họ Siparunaceae. Loài này được S.S.Renner & Hausner mô tả khoa học đầu tiên năm 2005.